# Peyrat-le-Château
Peyrat-le-Château település Franciaországban, Haute-Vienne megyében. Lakosainak száma 1028 fő (2022. január 1.). Peyrat-le-Château Saint-Martin-Château, Saint-Amand-le-Petit, Royère-de-Vassivière, Saint-Junien-la-Bregère, Augne, Beaumont-du-Lac és Saint-Julien-le-Petit községekkel határos.

## Népesség
A település népességének változása:
| Lakosok száma | 926  | 952  | 1003 | 1013 | 1021 | 1027 | 1029 | 1030 | 1028 |
|               | 2013 | 2015 | 2016 | 2017 | 2018 | 2019 | 2020 | 2021 | 2022 |